# Stumpffia lynnae
Stumpffia lynnae — вид жаб родини карликових райок (Microhylidae). Описаний у 2022 році.

## Назва
Вид названо на честь Лінн Маллін, дружини першого автора описання таксона.

## Поширення
Ендемік Мадагаскару. Відомий лише у типовому місцезнаходженні — спеціальний заповідник Амбохітантелі у регіоні Аналаманга.

## Опис
Тіло завдовжки 15,5-22,2 мм. Забарвлення тіла коричневе, лише задня частина черева і вентральна поверхня кінцівок яскраво-червоні або помаранчеві.